# Bernard Versele
Bernard Versele est un psychologue belge né en 1945 et mort accidentellement à l’âge de 32 ans en 1977.

## Biographie
Il a consacré sa vie professionnelle aux enfants. C’est pour son dévouement à l’enfance et sa collaboration régulière avec la Ligue des Familles que cette dernière baptisa son prix de littérature enfantine prix Bernard Versele.